# Lucaria Tholus
Il Lucaria Tholus è una struttura geologica della superficie di 4 Vesta.